# Gråryggig törntrast
Gråryggig törntrast (Colluricincla boweri) är en fågel i familjen visslare inom ordningen tättingar.

## Utbredning
Fågeln förekommer i regnskog i bergstrakterna i nordöstra Queensland (Cooktown till Ingham).

## Status
IUCN kategoriserar arten som sårbar.

## Namn
Fågelns vetenskapliga artnamn hedrar Thomas Henry Bowyer-Bower (1862-1886), engelsk ornitolog och samlare av specimen i Australien.